# Dambata
Dambata (em haúça: Dambatta) é uma cidade e área de governo local da Nigéria situada no estado de Cano. Compreende uma área de 732 quilômetros quadrados e segundo censo de 2006 havia 207 968 habitantes. Abriga uma universidade de Agricultura, uma de Assistência Clínica e Higiene e outra de Obstetrícia e desde 1972 possui um hospital. Dambata está sofrendo intenso processo de desertificação.